# Ploske, Brovarî
Ploske (în ucraineană Плоске) este localitatea de reședință a comunei Ploske din raionul Brovarî, regiunea Kiev, Ucraina.

## Demografie
Componența lingvistică a localității Ploske
     Ucraineană (97,96%)
     Rusă (1,64%)
     Alte limbi (0,4%)
Conform recensământului din 2001, majoritatea populației localității Ploske era vorbitoare de ucraineană (97,96%), existând în minoritate și vorbitori de rusă (1,64%).